# 비트나임

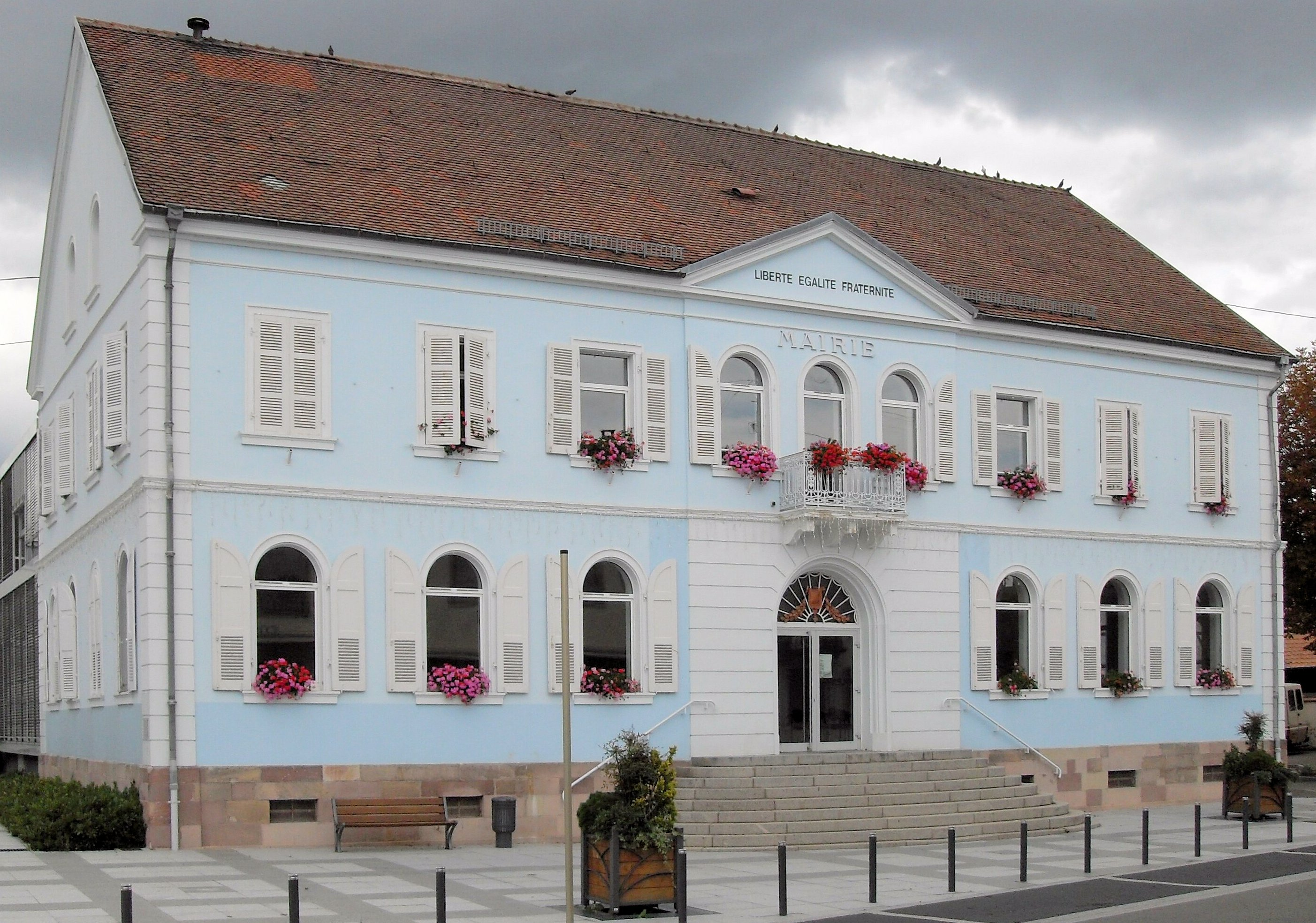

비트나임(프랑스어: Wittenheim [vitənaim]) 또는 비텐하임은 프랑스 북동부 그랑테스트 지방 오랭주에 위치한 지자체이다. 뮐루즈 시의 북쪽 근교에 있다.

## 같이 보기
- 오랭주